# Bigorne, Magueija e Pretarouca
Bigorne, Magueija e Pretarouca (oficialmente: União das Freguesias de Bigorne, Magueija e Pretarouca) é uma freguesia portuguesa do município de Lamego, com 20,14 km² de área e 575 habitantes (censo de 2021). A sua densidade populacional é 28,6 hab./km².

## História
Foi constituída em 2013, no âmbito de uma reforma administrativa nacional, pela agregação das antigas freguesias de Bigorne, Magueija e Pretarouca e tem a sede em Magueija.

## Demografia
A população registada nos censos foi:
| Distribuição da População por Grupos Etários | Distribuição da População por Grupos Etários | Distribuição da População por Grupos Etários | Distribuição da População por Grupos Etários | Distribuição da População por Grupos Etários | Distribuição da População por Grupos Etários |
| -------------------------------------------- | -------------------------------------------- | -------------------------------------------- | -------------------------------------------- | -------------------------------------------- | -------------------------------------------- |
| Antes da agregação                           |                                              |                                              |                                              |                                              |                                              |
| Ano                                          | 0-14 anos                                    | 15-24 anos                                   | 25-64 anos                                   | >= 65 anos                                   | Total                                        |
| 2001                                         | 131                                          | 121                                          | 415                                          | 217                                          | 884                                          |
| 2011                                         | 94                                           | 76                                           | 337                                          | 199                                          | 706                                          |
| Após a agregação                             |                                              |                                              |                                              |                                              |                                              |
| Ano                                          | 0-14 anos                                    | 15-24 anos                                   | 25-64 anos                                   | >= 65 anos                                   | Total                                        |
| 2021                                         | 39                                           | 52                                           | 307                                          | 177                                          | 575                                          |